# Johntomaite
La johntomaite è un minerale appartenente al gruppo della bjarebyite, analogo alla kulanite.

## Etimologia
Il nome è in onore del collezionista di minerali australiano John Toma (1954- ), scopritore del minerale.